# Friedrich Becker (Bürgermeister)
Friedrich Becker (geb. vor 1868; gest. nach 1874) war ein deutscher Politiker.
Becker studierte Rechtswissenschaften und wurde Rechtsanwalt. Er war Bürgermeister von Bockenheim. Bei der Kurhessischen Landtagswahl am 26. August 1868 erhielt er 848 von 1585 Stimmen und wurde für den Wahlkreis der Städte Gelnhausen, Wächtersbach, Windecken, Nauheim und Bockenheim in den Kommunallandtag Kassel gewählt. Er gehörte dem Kommunallandtag bis 1874 an. 